# Corte d'Appello di Altamura

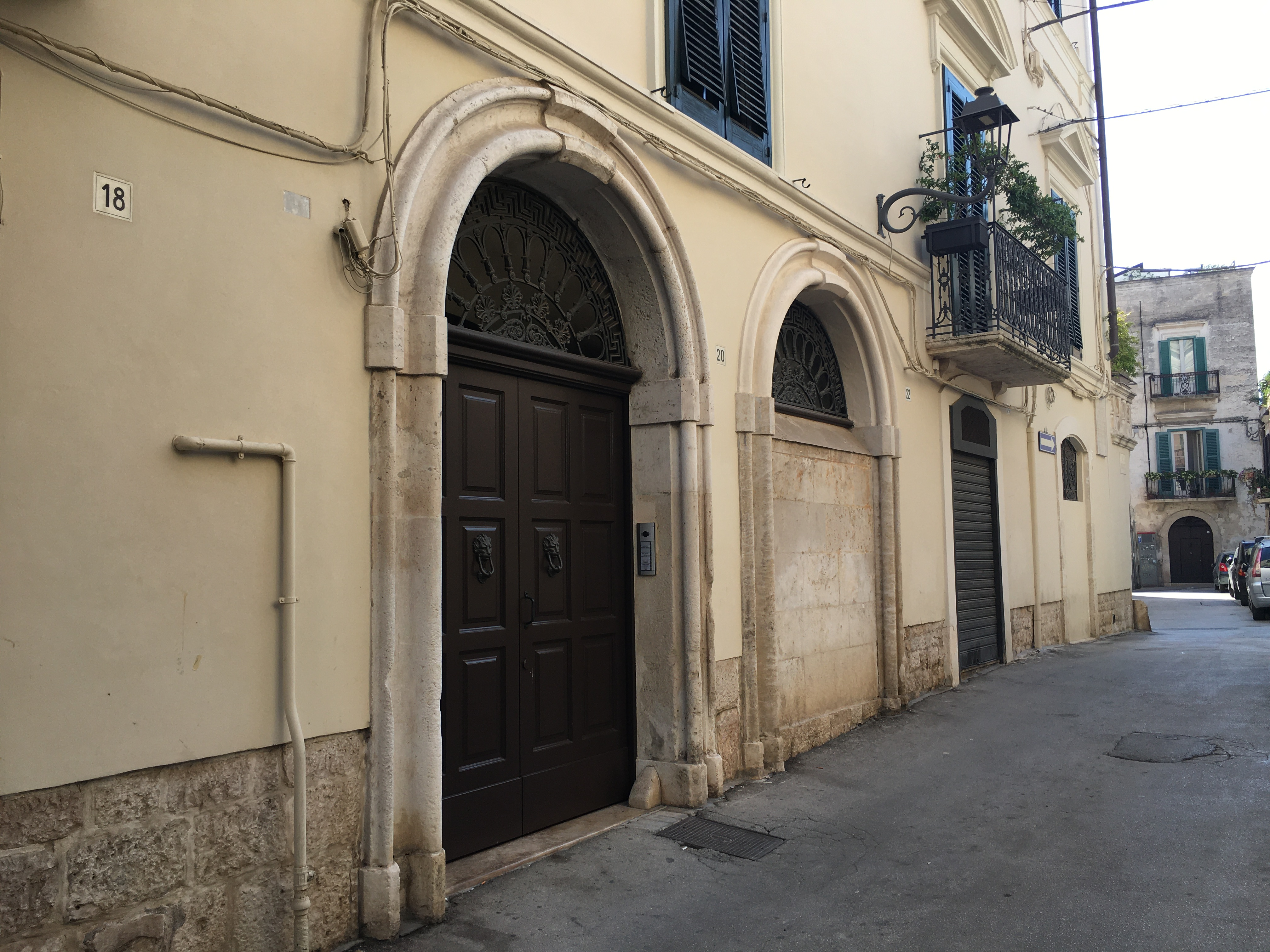
Il palazzo Viti, sede della Corte d'appello di Altamura (1808-1817)

La Corte d'Appello di Altamura era un tribunale di seconda istanza del Regno di Napoli (1808-1816) e del Regno delle Due Sicilie (1816-1817) situato nella città di Altamura, in Puglia. Fu istituito nel 1808 dal re di Napoli Giuseppe Bonaparte, fratello di Napoleone, e rimase in funzione fino al 1817, allorché re Ferdinando I delle Due Sicilie, ritornato da pochi anni sul trono, decretò lo spostamento della sede della corte d'appello a Trani (col ritorno dei Borbone le corti d'appello furono rinominate "Gran Corti Civili").

## Il contesto storico
Con il susseguirsi dei sovrani napoleonidi Giuseppe Bonaparte (1806-1808) e Gioacchino Murat (1808-1815) al Regno di Napoli, ci fu un'ampia opera di riforma nel campo della giustizia. La riforma della giustizia, attuata in Francia dall'imperatore Napoleone Bonaparte e la promulgazione del Codice civile napoleonico furono infatti replicate per volere dell'imperatore stesso negli altri regni dell'Impero napoleonico, con a capo i parenti stretti di Napoleone.

### Il Codice civile
Anche il Regno di Napoli con a capo il re Giuseppe Bonaparte seguì quest'opera di riforma della giustizia, proibendo il vecchio diritto, fatto di una mescolanza di "consuetini, diritto locale e diritto romano". Il giudice poteva infatti scegliere quale tra i molti diritti utilizzare e dare ragione il più delle volte alla parte più potente. Lo scienziato Luca de Samuele Cagnazzi (1764-1852) narra riguardo alla giustizia ai tempi dei Borbone:
(Cagnazzi,  (1820), pagg. 294-295)
I lavori per la traduzione e successiva applicazione del Codice civile napoleonico cominciarono già con Giuseppe Bonaparte il quale incaricò il giurista calabrese Giuseppe Raffaelli di tradurlo. L'opera di traduzione non fu completata in tempo per la partenza di Giuseppe Bonaparte in Spagna (1808) e pertanto la questione passò al suo successore Gioacchino Murat. Egli fu chiamato già nei primi mesi a promulgare il Codice civile napoleonico, anche se sembrò più idoneo adattarlo ai sudditi del Regno di Napoli; alcuni contenuti nel codice, come ad esempio l'istituzione del divorzio, avrebbero infatti creato sconcerto all'interno sia del clero che della stessa popolazione e cagionare persino delle rivolte. L'imperatore Napoleone Bonaparte chiese esplicitamente a Murat, tra le altre cose, di approvare il Codice civile napoleonico senza apportarvi modifica alcuna e pertanto Murat ordinò di abbandonare il progetto Raffaelli e di approvare la traduzione del Codice civile già fatta per il Regno d'Italia napoleonico.

### La riforma della giustizia

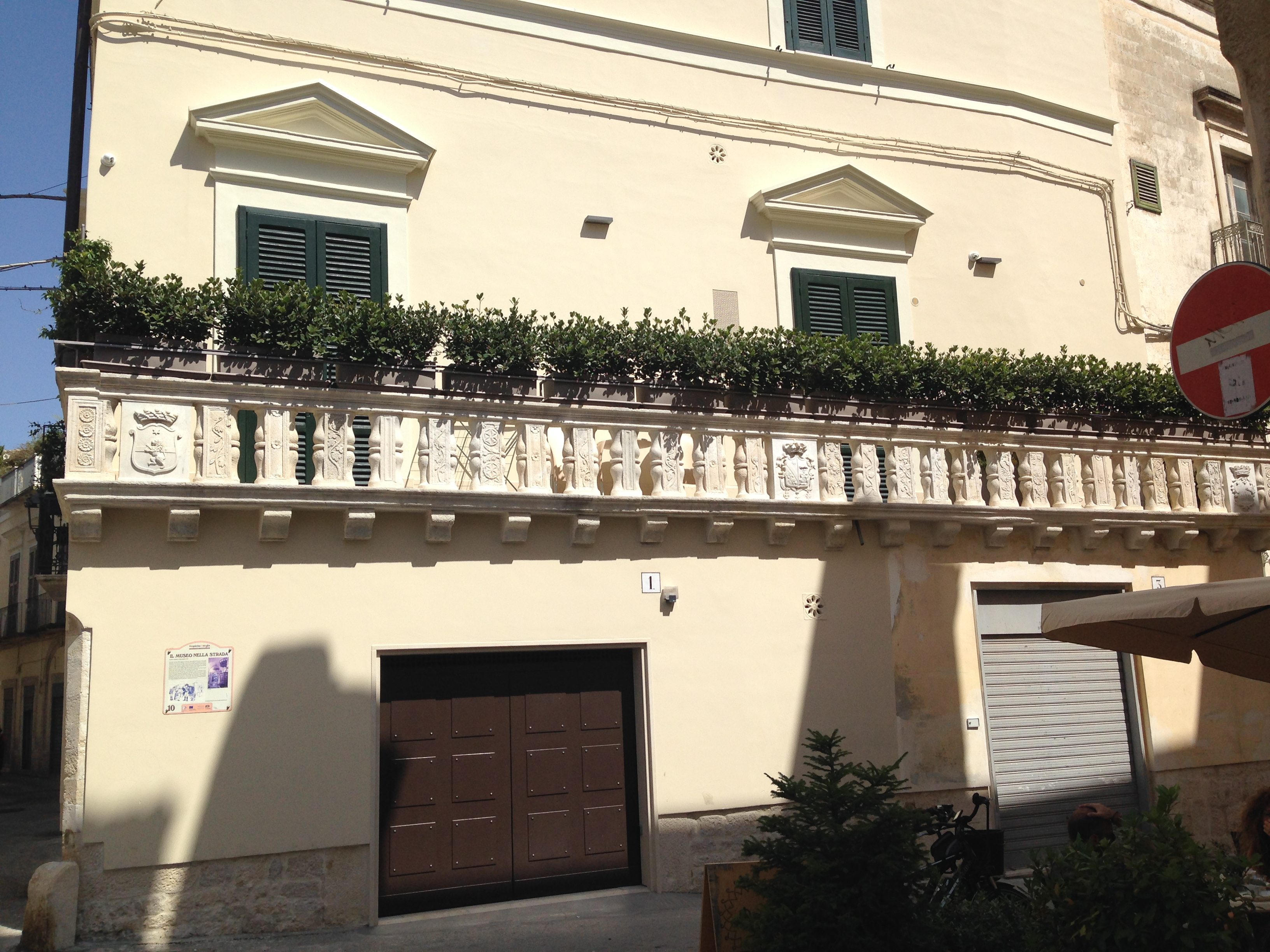
Particolare di Palazzo Viti, sede della corte d'appello

Il sistema amministrativo, giudiziario e politico precedente ai re napoleonidi Giuseppe Bonaparte e Gioacchino Murat era anche inefficiente a causa della frammistione di poteri amministrativi, giudiziario ed esecutivi in capo ad una stessa figura apicale. Il Regno di Napoli era infatti suddiviso in dodici province, tra le quali si ricordano Terra di Lavoro (Campania) e Terra di Bari, e a capo di ciascuna di queste province vi era un "preside". In ogni provincia vi era un tribunale, noto come Regia Udienza con competenze sia in campo civile sia penale e gli appelli (quando concessi) venivano presentati presso lo stesso tribunale. In questo modo non veniva garantita l'indipendenza della magistratura, dal momento che un eventuale schema di corruzione si sarebbe replicato anche nella sentenza d'appello.
Inoltre le Regie Udienze erano composte dal preside della provincia, da un caporuota e due uditori (cariche che oggi corrisponderebbero rispettivamente a presidente di sezione e a giudice). I comuni, che all'epoca erano chiamati "Università", erano invece governati da un governatore.di nomina regia. Il preside deteneva un potere completo (amministrativo, giudiziario e ed esecutivo) sul territorio da lui amministrato e rispondeva solo alla Regia Generale Udienza di Napoli. Questo provocava quasi sempre l'effetto di distorcere il corretto funzionamento della giustizia in favore dei potenti e a discapito dei più deboli.
Con l'avvento dei francesi, il sistema giudiziario fu notevolmente riformato, soprattutto grazie a Giuseppe Bonaparte che aveva una solida formazione giuridica. Oltre all'introduzione del codice civile di cui sopra, con decreto 8 agosto 1806 Giuseppe Bonaparte istituì i tribunali del regno, suddivisi in tribunali di prima istanza, tribunali d'appello, tribunali criminali, tribunali di commercio e infine la Gran Corte di Cassazione; questi ultimi erano più radi e posti in città diverse al fine di garantire una maggiore imparzialità della sentenza d'appello. Altri elementi di novità introdotti dai due re napoleonidi furono l'introduzione della Corte di cassazione, la quale poteva esprimere giudizi di sola legittimità e non di merito e pose un "freno all'arbitrio delle magistrature inferiori, soprattutto in materia penale, dove non mancano casi di corruzione soprattutto nelle province. La previsione di questo nuovo organo [...] spezzava il sistema della doppia conforme del Sacro Regio Consiglio [...] con l'effetto di pregiudicare gli interessi degli avvocati [...]" (la decisione definitiva di merito poteva essere fornita solo dalle corti d'appello). I professionisti del diritto del periodo interpretarono la Cassazione come un "indigesto controllo sulla legalità e sull'operato dei tribunali di merito".
Altri elementi introdotti furono il controllo dei tribunali sparsi per il Regno di Napoli attraverso la rete delle procure, controllata direttamente dal Ministro della giustizia e la sostituzione dei precedenti presidi con gli intendenti (i precursori degli odierni prefetti). Inoltre, le precedenti "Università" (cioè gli odierni Comuni), con potere accentrato nelle mani di governatori di nomina regia, furono rimpiazzate dai decurionati, cioè una sorta di consiglio comunale al quale potevano prendere parte tutti i cittadini che avessero una rendita annua non inferiore a una certa soglia. La carica di sindaco era invece elettiva.

### L'efficacia delle riforme
Le riforme introdotte non portarono a significative modifiche né nel funzionamento della giustizia né nel miglioramento delle condizioni di vita dei sudditi del regno. Nonostante il nuovo ordinamento, le persone più influenti a livello locale continuarono a tenere sotto scacco il sistema politico e giudiziario attraverso la corruzione. L'abolizione dei feudi non apportò (perlomeno inizialmente) nessun beneficio ai meno abbienti ma anzi furono aboliti molti dei cosiddetti "diritti comunitari" e altre garanzie di cui fruivano i comuni cittadini nei confronti dei feudatari e questo peggiorò le condizioni di vita dei più deboli.
Nonostante il fallimento di breve termine delle riforme, queste segnarono un punto di svolta per gli anni a venire, tanto che gran parte delle riforme furono mantenute con il ritorno di Ferdinando I al trono del Regno di Napoli. Le riforme del periodo francese furono in ogni caso cruciali e benefiche in una prospettiva di lungo periodo.

## La corte d'appello
L'amministrazione della giustizia voluta da re Giuseppe Bonaparte era ripartita in tribunali di prima istanza, tribunali criminali, tribunali di commercio, tribunali d'appello e infine la Gran Corte di Cassazione. Ognuna delle dodici province del regno, tra le quali ricordiamo Terra di Lavoro (Napoli) e Terra di Bari, aveva un tribunale di prima istanza e in totale erano quattordici.
Molto più diradate erano invece i tribunali d'appello, che erano invece solo quattro:
- Chieti per l'Abruzzo;
- Altamura per Terra di Bari, Basilicata e Terra d'Otranto;
- Catanzaro per Calabria Citeriore e Calabria Ulteriore;
- Napoli per le altre province.

La Corte d'Appello di Altamura fu istituita con il decreto di re Giuseppe Bonaparte datato 20 maggio 1808; il re preferì Altamura a Trani non perché Trani non fosse all'altezza ma soprattutto per la sua fedeltà alla Repubblica durante la Rivoluzione di Altamura (1799), mentre Trani si era invece dichiarata fedele ai Borbone e aveva ostacolato l'esercito francese.
Inizialmente i tribunali di prima istanza erano chiamati tribunali d'appello; fu Murat a mutarne il nome in corti d'appello.

### La scelta della sede
L'istituzione delle poche corti d'appello del regno richiedeva risorse finanziarie per il suo funzionamento e, a tale scopo, furono aumentati alcuni particolari dazi. Lo scienziato Luca de Samuele Cagnazzi contribuì con 7000 ducati per il funzionamento del tribunale. Il 2 novembre 1808, Cagnazzi e Pasquale Sabini si recarono inoltre da re Gioachino Murat e lo stesso re affermò: "Se non avessi fatto il Tribunale d'Appello di Altamura, tornerei a fare lo stesso mille volte".
La scelta della sede fu il primo problema che bisognava risolvere per rendere operativo il tribunale. Inizialmente si pensò di utilizzare il soppresso monastero di Santa Teresa (o dei Teresiani), situato a fianco alla chiesa di Santa Teresa. Si procedette anche con l'appalto dei lavori per la sistemazione della sede, diretti dall'architetto G. Gimma e affidati alla ditta Raffaele Moscatelli di Trani, la quale risultò vincitrice su Salvatore Maggi e L. Chierico, ma i lavori furono in seguito sospesi per esaurimento dei fondi a disposizione. Si pensò allora al monastero di Santa Chiara oppure al monastero del Soccorso; quest'ultima era (ed è) anche detto "delle Monache Grandi" perché accoglieva monache più altolocate e pertanto possedeva maggiori risorse finanziarie per un tribunale. Con decreto del re fu disposto che le poche religiose fossero trasferite in altri conventi limitrofi nonostante le monache si opponessero. Furono avviati anche i lavori di adattamento di quest'altra struttura, in parte finanziati dal Comune di Altamura e per la restante parte con "fondi comuni".
Anche il proposito di una sistemazione all'interno del monastero del Soccorso naufragò, ma l'inaugurazione del tribunale si ebbe lo stesso all'interno del monastero di Santa Teresa in data 7 gennaio 1809 nonostante la sede non fosse adatta allo scopo. A risolvere il problema della sede del tribunale fu il conte Francesco Viti, il quale mise a disposizione il suo palazzo, situato di fronte al monastero di Santa Chiara a fronte di un canone di locazione annuo di 1671 lire. Il palazzo era composto di ventidue "stanze ampie e comodissime e di una estesa galleria".

### Altamura e la Corte d'appello
Con decreto datato 8 agosto 1806, Giuseppe Bonaparte aveva concesso ad Altamura lo stato di circondario amministrativo, una sorta di capoluogo del distretto composto da Acquaviva delle Fonti, Cassano, Gioia del Colle, Gravina in Puglia, Grumo Appula, Noci e Santeramo in Colle. Durante il suo viaggio in Puglia, re Giuseppe Bonaparte affermò che la riforma della giustizia era il suo scopo principale, e il giorno 8 aprile 1807 re Giuseppe Bonaparte visitò la stessa città di Altamura, dove fu accolto in modo trionfale. Lo stesso giorno il re scrisse una lettera a suo fratello Napoleone Bonaparte e in ricordo dell'evento fu realizzata un'edicola commemorativa nota come l'epitaffio di Altamura (la cui iscrizione fu poi resa illeggibile con il ritorno dei Borbone).
Durante il periodo in cui fu sede della corte d'appello, Altamura fu dichiarata "di prima classe" e questo comportò che venisse abbellita e adeguatamente illuminata con una moderna illuminazione ed ebbe anche un carcere. Inoltre beneficiò dell'assegnazione di un corpo di quarantacinque armigeri.

### Il ritorno dei Borbone
La Corte d'Appello di Altamura serviva un territorio estremamente ampio e mai più in Puglia si verificò che una corte d'appello servisse un territorio così ampio. Con il ritorno di Ferdinando I delle Due Sicilie al trono (1815) le cose cambiarono anche per la Corte d'Appello di Altamura e "nella nuova ripartizione non se ne fece più cenno". Fu dismessa definitivamente il 7 giugno 1817. I magistrati e gli altri funzionari seguirono varie sorti; alcuni furono allontanati perché invisi ai Borboni, mentre altri furono trasferiti a Trani. Tra questi si ricorda Francesco Maria Bovio, nipote del filosofo Giovanni Bovio che nacque proprio a Trani.
L'Archivio di Stato di Bari è una preziosa risorsa di documenti relativi oppure prodotti all'interno della Corte d'Appello di Altamura.

## Le cariche della corte
- Vincenzo Sanseverino - Presidente[15]
- Costantino Grimaldi - Presidente
- Girolamo Ambrosi - Presidente
- Domenico Acclavio - Vicepresidente (giurista di fama le cui pubblicazioni si diffusero anche fuori dal Regno di Napoli)[17][23]
- Vincenzo De Stefano - Capo della Procura Generale
- Decio Coletti - Sostituto del Capo della Procura Generale

## I procuratori
La Corte d'Appello di Altamura ebbe ventiquattro procuratori, tra i quali si ricordano:
- Ascanio Turco - Con la restaurazione e il ritorno dei Borboni fu costretto a lasciare Altamura, dal momento che era il nipote della "zia monaca Turco", torturata e uccisa dai calabresi nei pressi di Porta Matera durante la Rivoluzione di Altamura;[21]
- Francesco Maria Bovio
- Francesco Lupoli
- Ippolito Cagnazzi
- Vincenzo Tarantino
- Giuseppe Pepe

## Denominazioni assunte
- Tribunale d'Appello di Altamura (1806 - 1808)[16]
- Corte d'Appello di Altamura (1808 - 19 maggio 1817)[16][24]
- Gran Corte Civile di Altamura[senza fonte] (29 maggio - 7 giugno 1817)[24]

## Alcune sentenze della corte
I manuali di giurisprudenza civile del Regno delle due Sicilie contengono alcuni riferimenti ad alcune cause degne di nota che sono esemplificative delle questioni che venivano ivi discusse in quel periodo:
- Causa tra D. Liborio Di Gennaro Cozzoli e D. Angelantonio D. Gaspare De Palma - Inadempienza contrattuale relativa a un contratto di vendita di olio stipulato a Molfetta;
- Causa tra i coniugi D. Vincenzo Viti e D. Gaetana Melodia (5 aprile 1814) - Separazione personale.

## Il convegno internazionale del 2019
Il giorno 9 novembre 2019 si è tenuto ad Altamura un convegno internazionale dal titolo "Re Giuseppe Napoleone Bonaparte e la Corte d'Apello di Altamura" organizzato dall'associazione culturale "Club Federiciano" di Altamura. Durante il convegno sono intervenuti tra gli altri Peter Hicks, Antonio Gisondi, Francesco Mastroberti, Stefano Vinci, Bianca Tragni e Michele Ventricelli. Al convegno è stato invitato anche l'omonimo discendente di Gioacchino Murat, e cioè il principe Gioacchino Murat, residente in Brasile, il quale ha inviato una lettera (pubblicata negli atti del convegno) in cui afferma succintamente di non poter partecipare per problemi familiari.
Nella parte finale del convegno (trasmesso e mandato in replica più volte sull'emittente locale "Canale 2"), durante la visita di palazzo Viti, la scrittrice Bianca Tragni ha affermato di aver visitato tempo addietro, durante i suoi studi, il palazzo Viti. In quel periodo, avendo chiesto ai proprietari di allora se ci fosse qualche cimelio o arredamento di quel periodo in cui il palazzo fu adibito a tribunale, da un ripostiglio per le scope fu mostrata una balaustra (probabilmente relativa a quel periodo). In seguito ai lavori di restauro si persero le tracce della balaustra, che, se sopravvissuta, sarebbe stata musealizzata.